# Periegops australia
Espèce
Periegops australia est une espèce d'araignées aranéomorphes de la famille des Periegopidae.

## Distribution
Cette espèce est endémique du Queensland en Australie. Elle se rencontre sur le Kroombit Tops et le mont Goonaneman.

## Description
La femelle holotype mesure 6,55 mm et le mâle paratype 6,31 mm.

## Systématique et taxinomie
Cette espèce a été décrite par Forster en 1995.

## Étymologie
Son nom d'espèce lui a été donné en référence au lieu de sa découverte, l'Australie.

## Publication originale
- Forster, 1995 : « The Australasian spider family Periegopidae Simon, 1893 (Araneae: Sicarioidea). » Records of the Western Australian Museum, Supplement vol. 52, p. 91-105.